# 安卓·龐象
安卓·龐象（Andre bauchaht）是一位法國畫家，畫作主題常包含神話、古典時代歷史。他曾擔任市場園丁直到1914年。他在第一次世界大戰期間被訓練為製圖師。1919年後，他開始職業畫家生涯。
安卓·龐象出生在安德爾-盧瓦爾省沙托雷诺尔。他第一次參加展覽是在1920年秋季沙龍。

## 外部連結
- Tate collection （页面存档备份，存于）
- MoMA collection （页面存档备份，存于）
- André Bauchant - Zander Collection
- Artnet （页面存档备份，存于）